# Hanns Eisler
Hanns Eisler (Leipzig, 6. srpnja 1898. – Berlin, 6. rujna 1962.), njemački skladatelj.
Bio je učenik i sljedbenik A. Schönberga, kasnije pripadnik skupine proleterskih skladatelja. Od 1933. godine je u emigraciji i predaje u New Yorku i Los Angelesu, te sklada glazbu za filmove. Vrativši se 1950. godine u Berlin postao je vodeća ličnost izgradnje novoga glazbenog života DR Njemačke. Skladao je orkestralna djela, komornu glazbu, opere, te glazbenu nacionalnu himnu DR Njemačke. 